# 瓷器
瓷器（しき/じき）とは奈良・平安時代の史料にみられる、釉薬をかけた陶器（施釉陶器）を表す語。考古資料にいう「緑釉陶器」と「灰釉陶器」がこれにあたると考えられている。

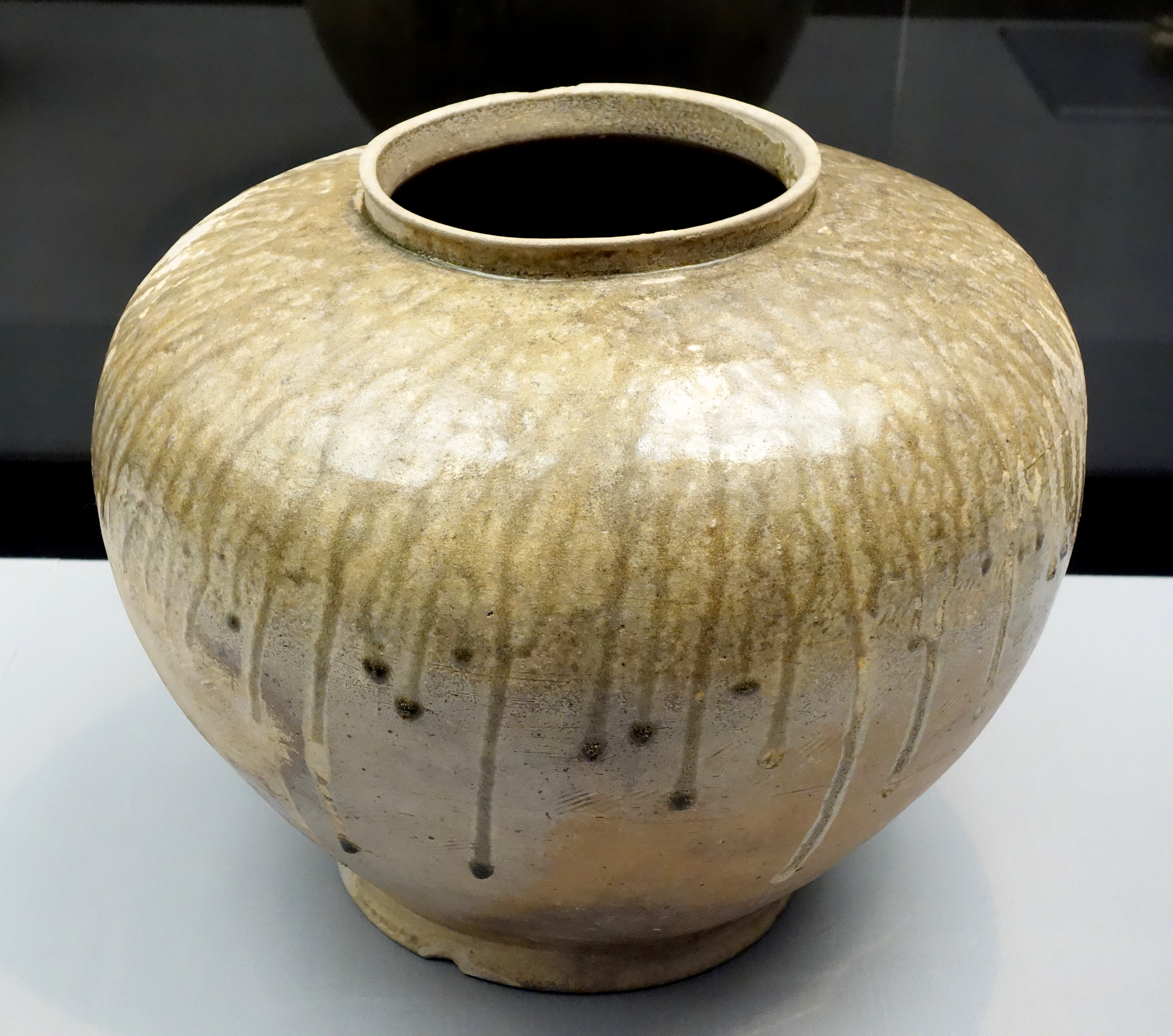
白瓷（灰釉陶器）大壺 平安時代 9世紀 東京国立博物館蔵

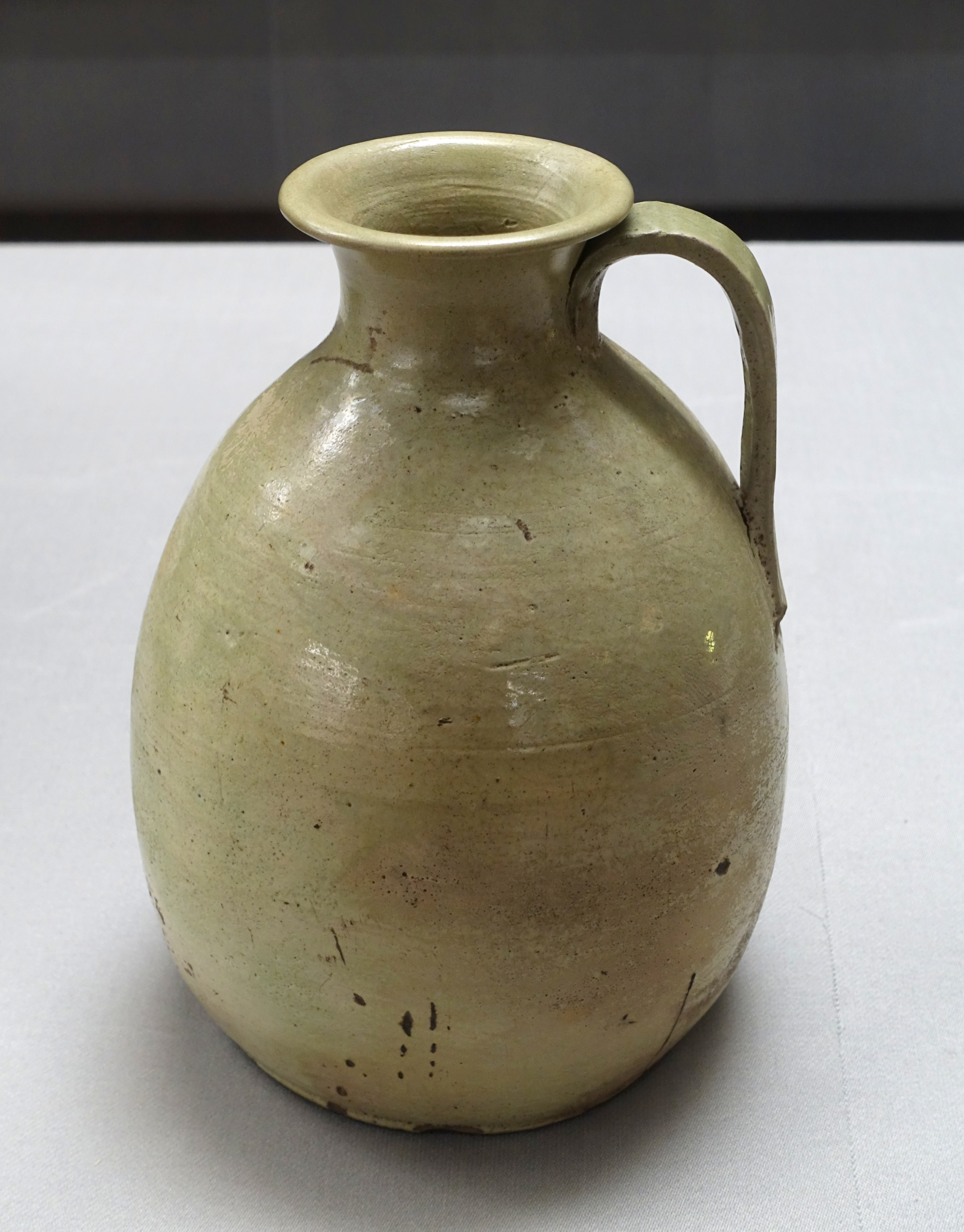
青瓷（緑釉陶器）手付瓶 平安時代 10世紀 東京国立博物館蔵

## 概要
瓷器は、『和名類聚抄』器皿部・瓦器の条で「之乃宇豆波毛乃（しのうつわもの）」と読ませており、唐代の『一切経音義』では、釉薬をかけた陶器であると解説されている。平安時代の史料には「青瓷（あおし）」と「白瓷（しらし）」の２語が見られるほか、『日本後紀』巻24の弘仁6年（815年）正月5日の条に、尾張（愛知県）の陶工３名に瓷器の作陶技術を伝習したという記事がみられる。
同時代の考古資料として、愛知県猿投窯などで焼かれた国産施釉陶器の「緑釉陶器」と「灰釉陶器」が存在することから、青瓷は緑釉陶器を、白瓷は灰釉陶器を示し、両者を総称して「瓷器」と呼んでいたとみられる。静岡県浜松市の伊場遺跡からは「志器」と墨書された10世紀代の灰釉陶器が出土している。
ただし、白瓷を灰釉陶器だけでなく白灰色の無釉陶器をも含めた呼称とし、青瓷を緑釉陶器を含む鉛釉陶器全般の呼称と見る意見もある。